# 유로파파크

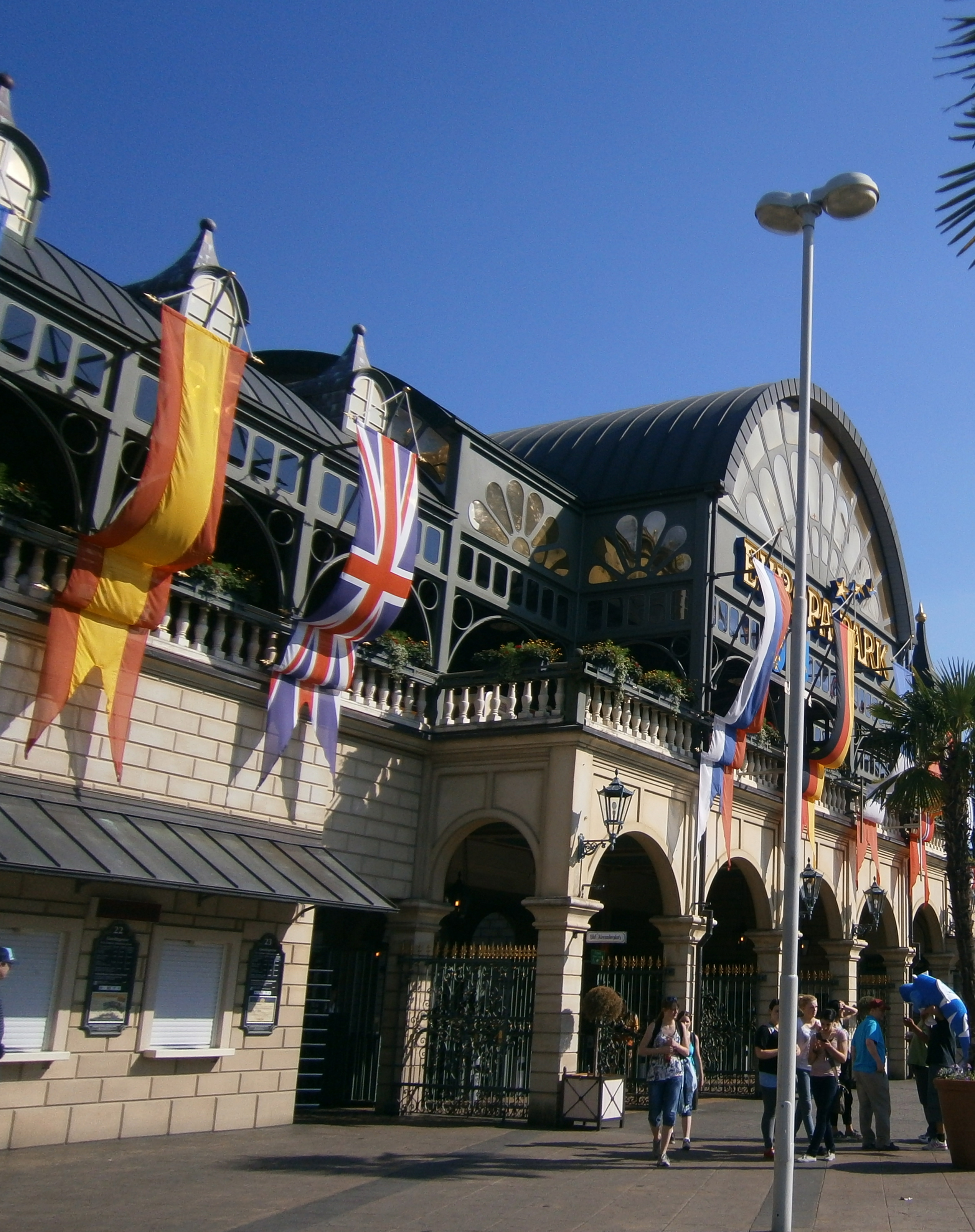
공원 입구

유로파파크(오이로파파크, Europa-Park)는 100개가 넘는 환상적인 쇼와 11개의 롤러코스터, 그리고 14가지의 유럽에 대한 주제로 이루어진 놀이공원이다. 독일 바덴뷔르템베르크주 루스트에 위치해 있다. 또한 파리에 위치한 디즈니랜드를 제외하고, 유럽에서 두 번째로 많은 방문객들이 찾는 곳이다. 독일의 가장 큰 4성 호텔 5개가 위치하고 있어, 많은 방문객들이 이 곳을 찾는다. 유럽 최대의 롤러코스터인 실버스타가 유명하다.
유로파파크는 독일, 프랑스, 스위스의 국경 근처 지역에 자리잡고 있으며, 공원은 16가지의 다른 지역으로 나뉘어 있는데, 대부분 유럽 나라 또는 지역의 이름을 따서 나뉘어 있다.
한국에서는 상상원정대를 통해 알려진 곳이기도 하다.
체험거리들 (독일어 위키피디아 번역)

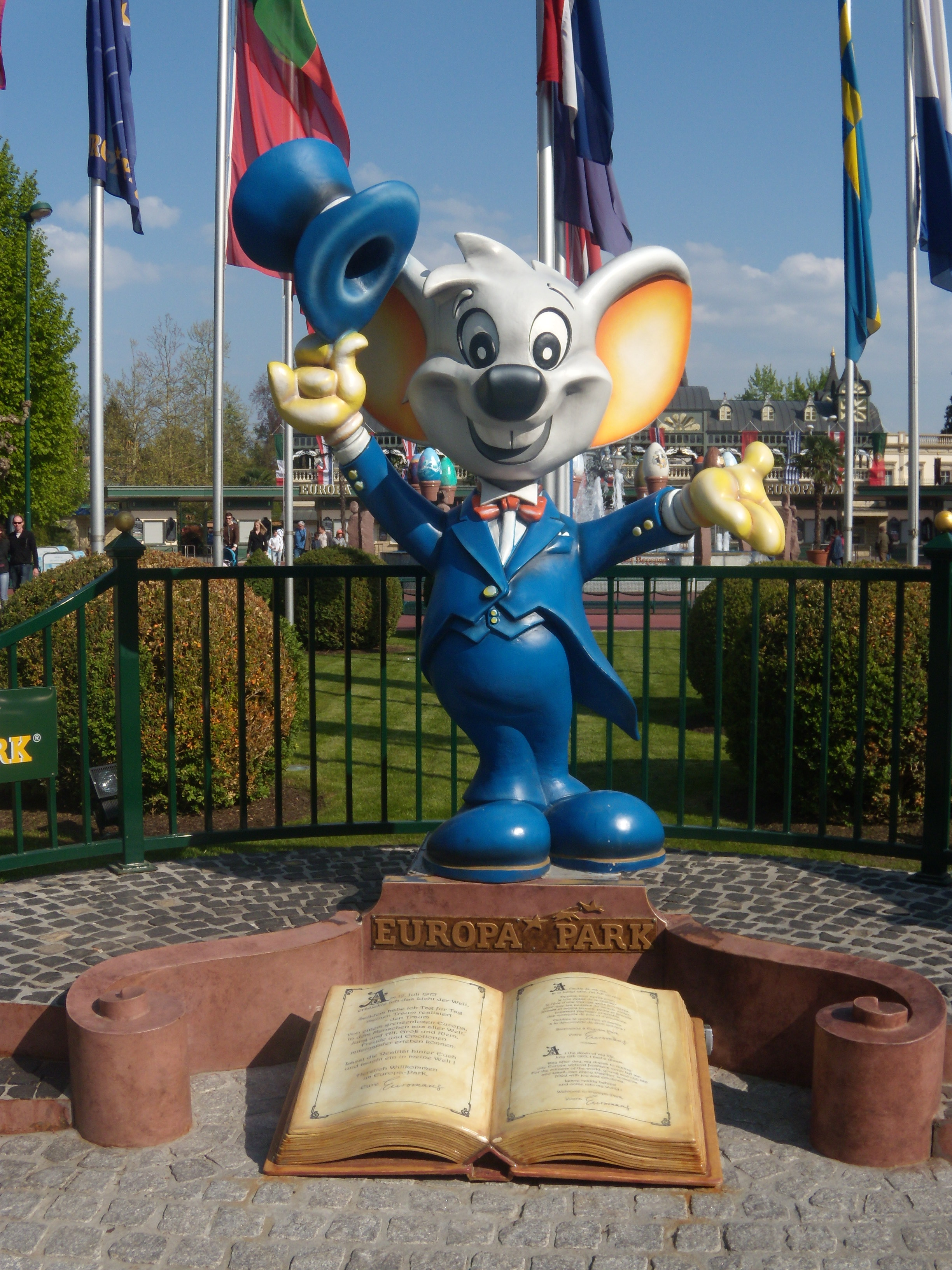
유로파파크의 마스코트인 Ed 유로마우스(Ed Euromaus)

유로파파크는 놀이기구, 테마 구역 그리고 공원을 모두 제공한다.
주요 체험거리 중 하나는 스위스의 엔지니어 사무소 볼리거 앤 마빌라드 엔지니어스 콘자일스 에스에이(Bolliger & Mabillard Ingénieurs Conseils SA)에 의해 계획되고 메르세데스 벤츠와 협력하여 만든 롤러코스터 실버 스타이다. 2006년 초까지 그것은 유럽에서 가장 빠른 롤러코스터였고, 2012년까지 유럽에서 가장 높은 롤러코스터였다. 그 롤러코스터의 대기 장소는 메르세데스 벤츠에 의해 마련된 박물관을 통과해 지나는데 그 박물관에는 그 외에도 장거리 경주용 자동차와 포물러 원 경주용 자동차를 볼 수 있다.
그 외의 놀이기구로는 유럽의 첫 번째 급류 체험장 포세이돈과 돌릴 수 있는 곤돌라가 갖추어져 있어서 때때로 구간을 거꾸로 가는 오이로-미어가 있다.
오이로자트에서는 우주공간효과가 갖춰진 큰 공 내부에서 운행된다. 2006년 성수기 시작까지는 독일의 축구 세계 선수권 대회를 기념하여 손으로 칠한 배경으로 오이로자트는 월드컵 공인구 팀가이스트로 꾸며졌고, 할로윈에는 세계에서 가장 큰 호박으로 변장되었다. 오이로자트는 2017년 여름 시즌부터 대략 2018년 여름 시즌 중순까지 개조 때문에 폐관됐고 우주 테마에서 프랑스 테마로 개조되었다.
아이슬란드 테마구역에는 유로파파크의 첫 번째 고속 롤러코스터인 블루 파이어 메가코스터가 있는데, 선형모터발사와 대회전 하나, 스크류 둘 그리고 하트 모양으로 도는 공중제비같은 선로를 갖췄다. 이 롤러코스터는 0에서부터 100km/h 이상의 속력으로 2.5초 만에 가속되고 110km/h의 최고 속력에 도달하고, 38m높이와 1,056m의 길이에 달한다.
마찬가지로 아이슬란드 테마구역에는 유로파파크의 첫 번째 목재 롤러코스터인 보단 팀버 코스터가 2012년에 개장되었다. 블루 파이어 메가코스터와 아틀란티카와 함께 교차하는 것에 특색이 있다. 보단은 1,050미터 길이이고 100km/h 이상의 속력에 이른다.

쇼, 퍼레이드, 4D 영화관 (독일어 위키피디아 번역)
유로파파크는 또한 대략 10여개의 다양한 쇼들을 제공하는데 그 중에는 피겨스케이팅쇼, 버라이어티쇼, 플라멘코 쇼들이 있고, 아울러 아이를 위한 꼭두각시 극장과 아동극장 그리고 인형극 쇼도 있다.
쇼들 중 하나는 회전극장-멀티미디어쇼 ”시간여행“이다. 여섯 개의 구역으로 나뉘어져 있는 원형 극장이 핵심인데, 그 원형극장에서는 관객 장소가 극장 주위를 돌고 구경꾼은 각각 한 구역에서 다른 구역을 차례차례 보게 된다. 유로파파크의 35번째 기념일인 2010년 7월 12일을 맞아 극장은 개조되었고 새로운 쇼에는 유로파파크 히스토라마 – 디 쇼(Europa-Park Historama – Die Show)라는 이름을 붙였다. 그 쇼는 유로파파크의 35년 역사를 스펙타클한 방식으로 4D 효과와 180° 시야를 통해 보여줬다. 2018년 여름시즌까지 회전 극장은 건축 중에 있는 워터파크 룰란티카(Rulantica)를 위한 ”시사회 센터“로 이용된다.
바로크식 극장 유로파파크 테아트로에서 2014년부터 2017년까지의 할로윈 시즌동안 매일 여러 번 뮤지컬 ”나를 놀라게 해!(Spook Me!)“가 공연되었다. 2018년 여름시즌 이래로는 그 극장에서 ”룰란티카 더 뮤지컬(Rulantica –The Musical)“이 상연된다. 두 뮤지컬은 헨드릭 슈바르처(Hendrik Schwarzer)에 의해 작곡되었고 무엇보다 각 회차마다 여성 주인공을 연기하는 오르넬라 데 산티스(Ornella de Santis)가 이 극단에 있다.
스페인 테마 구역에 있는 2000명의 관객까지 수용할 수 있는 아레나에서는 중세의 기사극이 공연된다. 이탈리아 테마 구역에 지어진 테아트로 델라르떼(Teatro dell’Arte)는 바로크식 무대 세트에서 춤, 곡예 그리고 마술들을 보여준다. 겨울에는 여기서 매년 주제를 달리하는 디너쇼 ”유럽의 서커스(Cirque d’Europe)“가 개최된다. 아이스링크장은 2007년 시즌까지 스위스 테마 구역에 속했고, 현재 그것은 그리스식 건물 전면을 가지고 있고 이안 옌킨스(Ian Jenkins)에 의해 관리된다.
유로파파크는 총 6시간 이상의 쇼프로그램을 제공한다.
매일 각양각색의 마차와 분장한 배우들이 함께 퍼레이드를 벌인다.
유로파파크의 4D 영화관에서는 매일 여러 번 약 15분의 짧은 영화가 상영된다. 폐장 후 저녁에는 영화관에서 그때 개봉되는 영화가 종종 부가적인 4D 효과와 함께 상영된다.
그 외에도 첫 번째 4D 영화 발타자르 성의 비밀이 유로파파크에서 제작되었다. 그 영화가 너무나 성공적이었고 수요가 매우 커서 마크 미디어(Mack Media)는 2012년 성수기부터 볼 수 있게 될 그 영화의 여름 버전을 제작하기로 결정했다.
2013, 2014년의 겨울 시즌부터 아더와 미니모이 3부작의 15분 요약인 아더 4D가 2014년에 개시할 볼거리인 아더의 일환으로 상영된다.
2015년 여름시즌 이래로 유로파파크의 두 번째 제작 영화 ”시간 회전목마“가 상영된다.
매직 시네마는 총 448명의 관객을 수용할 수 있는데 스크린의 규모는 19 x 9 미터이다.
2018년 여름 시즌에는 유로파파크는 아이스링크장에서 ”얼음 위에서의 걸음“ 쇼를 제공한다.